# 2010年东突重大恐怖组织案
2010年东突重大恐怖组织案，是指发生于2010年的、一起被挫败的恐怖组织案件，其中东突厥斯坦伊斯兰运动骨干阿不都热西提·阿不来提、依明·色买尔等十余人被逮捕，并有一批自制爆炸爆燃装置等作案工具被缴获。
2009年12月20日，中国政府接受了一批非法入境他国被驱逐出境的人员，并排查发现出3名被通缉的犯罪嫌疑人，为东突厥斯坦伊斯兰运动骨干，与2008年喀什袭击事件、2008年库车爆炸案有关。在审查中发现他们曾经在新疆、河南、广东、云南等地建立恐怖组织，并筹措资金购买武器。2010年6月被中华人民共和国政府挫败了此次恐怖袭击组织案。